# Criolita
Criolita (Na3AlF6, hexafluoraluminato de sódio) é um mineral incomum identificado com o outrora grande depósito em Ivittuut, na costa oeste da Gronelândia, extraído comercialmente até 1987.